# Solomon Perel
Salomon Perel (també Shlomo Perel o Solly Perel; 21 d'abril de 1925 - 2 de febrer de 2023) va ser un autor i conferenciant israelià nascut a Alemanya. Procedent d'una família jueva, va aconseguir sobreviure a la persecució nazi fent-se passar per un alemany d'ètnia. La seva història va ser portada al cinema a la pel·lícula Europa Europa de 1990 basada lliurement en la seva autobiografia Ich war Hitlerjunge Salomon (Jo vaig ser el jove hitlerià Salomon). Al llarg de la seva vida va visitar diverses escoles per compartir el seu testimoni.

## Vida
Perel va néixer a Peine, Baixa Saxònia, de pares jueus que havien emigrat a Alemanya des de Rússia. Quan els nazis van arribar al poder, van començar la persecució sistemàtica dels ciutadans jueus d'Alemanya. El 1935, després que la botiga de sabates del seu pare fos saquejada i Salomon fos expulsat de l'escola,  la família Perel es va traslladar a Łódź, Polònia, on vivia la tieta de Salomon.
El setembre de 1939, l'exèrcit alemany va envair Polònia i Salomon Perel juntament amb el seu germà Yitzhak van intentar escapar a la part de Polònia ocupada pels soviètics. Salomon va tenir sort i va ser internat en un orfenat de Komsomol a Grodno, mentre el seu germà es va dirigir a Vílnius a Lituània.
Salomon va aconseguir fugir de l'orfenat després de la invasió nazi de la Unió Soviètica el juny de 1941 però va ser capturat prop de Grodno per la 12a Divisió Panzer. Com que parlava alemany nadiu, Perel va poder convèncer els seus captors que era un Volksdeutscher (un alemany d'ètnia que vivia fora d'Alemanya) i va ser acceptat a la unitat militar dels seus captors com a intèrpret rus - alemany. Salomon es va guanyar l'apreci de la seva unitat, i fins i tot el capità, el va voler adoptar. Molts anys més tard, quan vivia a Israel, va ser convidat a la reunió de la 12a Divisió Panzer.
En la seva qualitat d'intèrpret, va participar en l'interrogatori del fill de Joseph Stalin, Yakov Dzhugashvili, que va ser capturat prop de Liozna.
Com a jueu circumcidat, Perel estava constantment en perill de ser descobert i va intentar en diverses ocasions fugir cap als soviètics, però sense èxit. Un metge de l'exèrcit es va interessar sexualment per ell, i una nit, quan va entrar a la dutxa després que tots els altres se n'haguessin anat, el metge el va atacar per darrere i va intentar violar-lo. Salomon va aconseguir aturar-lo, però quan es va girar, el metge va veure que estava circumcidat adonant-se d'aquesta manera de que era jueu. El metge no va informar sobre Perel, ja que fer-ho l'hauria exposat com a homosexual. Segons Salomon, "Jo sabia el seu secret i ell el meu, i després d'aquell incident va tenir cura de mi fins que el van matar".
Com que encara era menor d'edat, li van impedir de continuar a l'exèrcit, i va ser enviat a un internat de les Joventuts Hitlerianas a Braunschweig, on va continuar ocultant la seva identitat real jueva amb el nom de Josef Perjell (canviat a Josef Peters a la pel·lícula Europa Europa). Allà va rebre classes de teoria racial nazi i exercicis d'entrenament militar. Per amagar que estava circumcidat, no es de dutxava amb els altres alumnes o bé es posava de cara a la paret o amb roba interior.  En aquella època, va tenir una xicota de nom Leni Latsch que era membre de la Lliga de noies alemanyes (BDM) instituïda pels nazis. Tot i que Perel s'estimava la Leni, no gosà dir-li que era jueu, per por que n'informés a les autoritats. Més tard, la mare de Leni va descobrir la seva condició de jueu, però no va revelar mai el seu secret.
Cap al final de la guerra, Perel va ser reclutat a l'exèrcit com a soldat d'infanteria i va ser destinat a defensar un pont armat amb un Panzerfaust. La nit del 20 d'abril de 1945, la vigília del seu 20è aniversari, Perel va ser capturat per l'exèrcit dels Estats Units, sense haver participat en combat. Va ser alliberat l'endemà. Després del final de la guerra, va servir breument com a intèrpret per a l'Exèrcit Roig. Després va tornar a la seva ciutat natal, i després de fer desenes de consultes, finalment va localitzar el seu germà Yitzhak, que havia sobreviscut al camp de concentració de Dachau, i en aquell moment estava casat i vivia a Múnic (a la pel·lícula, Yitzhak sobreviu a un camp nazi i es troba accidentalment amb Salomó després de ser alliberat per l'Exèrcit Roig). Salomó es va traslladar a Múnic, i aleshores va saber que el seu pare havia mort de fam al gueto de Łódz, que la seva mare va ser assassinada en un camió de gas el 1944 i la seva germana Berta va ser assassinada durant una marxa de la mort. Així mateix, va saber que el seu altre germà, David, era viu a la Palestina Mandatòria. Salomó va decidir unir-se a ell i el juliol de 1948 va navegar cap a Haifa, al declarat nou estat d'Israel.
Un cop a Israel, Perel es va incorporar a les Forces de Defensa d'Israel (IDF) i va lluitar a la guerra àrab-israeliana de 1948. Després de servir a l'exèrcit israelià, es va convertir en empresari. El 1959 es va casar amb la seva dona Dvora i junts van tenir dos fills. Perel no va tornar a Alemanya fins al 1985, per invitació de l'alcalde de Peine, per participar en la commemoració de la destrucció de la sinagoga.
Salomon Perel va morir a Tel Aviv, Israel, el 2 de febrer de 2023, a l'edat de 97 anys.

## Jo vaig ser el jove hitlerià Salomon
Salomon Perel va escriure el 1988 un llibre sobre les seves vivències, titulat Ich war Hitlerjunge Salomon (Jo vaig ser el jove hitlerià Salomon  ). La obra va ser adaptada posteriorment a la pel·lícula Europa Europa de 1990, dirigida per Agnieszka Holland.
En el llibre explica en primera persona les seves vivències des de que era petit a la seva ciutat natal de Peine fins els primers anys posteriors al final de la Segona Guerra Mundial. És un relat de supervivència en un entorn constantment hostil on el jove Salomon ha d'ocultar la seva identitat sota el "Jupp" (diminutiu de Josef) que el protegeix d'una mort segura, seguint així el mandat dels seus pares quan es van acomiadar a Łódź de "Tu has de viure"
Als anys 90, sovint va fer gires i va donar xerrades per tot Europa sobre les seves experiències durant la guerra.
El dramaturg holandès Carl Slotboom va escriure a petició de Salomon Perel una obra de teatre basada en la seva història titulada Du sollst leben (en neerlandès: Je zult leven ; en català: Viuràs ), que es va posar en escena per primera vegada a Waalwijk, Països Baixos, l'any 2002, que també és un record dels morts als Països Baixos. Salomon Perel va visitar Waalwijk, Zevenbergen i Abbekerk (Països Baixos) per veure l'obra.